# النواميس (بني سويف)
قرية النواميس هي إحدى القرى التابعة لمركز الواسطى في محافظة بني سويف في جمهورية مصر العربية. حسب إحصاءات سنة 2006، بلغ إجمالي السكان في النواميس 3633 نسمة، منهم 1862 رجل و1771 امرأة.